# I (報章)
《i》是英國一份於2010年10月26日創刊的報紙，由擁有獨立報的亞歷山大·列別傑夫創辦。創刊初期，I日銷約160,000份，至2012年，已經超越獨立報，急升至約300,000份。價格上，亦由創刊時期的20便士，至2014年1月調整為40便士。